# Opričník (opera)
Opričnik je první dokončená opera Petra Iljiče Čajkovského. Námětem pro libreto byla hra Ivana Lažečnikova. Titul odkazuje na zvláštní třídu vybraných nemilosrdných osobních strážců Ivana Hrozného. Opera měla premiéru 12. dubna 1874 v Mariinském divadle v Petrohradě, orchestr řídil Eduard Nápravník.

## Charakteristika díla
Opera má mnoho různorodých výrazů a nemá stylovou jednotu pozdějších Čajkovského děl. V době uvedení opeře vůbec neprospělo, že Čajkovskij do ní přenesl celá čísla ze své vůbec první opery Vojvoda, někdy i bez nahrazení textu. Tyto výpůjčky postihly především první dějství.

## Obsah opery
1. dějství:V sadě u svého domu zaslibuje kníže Žemčužnyj svou dceru Natalju za ženu starému Molcanu Mitkovovi. Natalja zatím marně čeká na svého miého Andreje. Ten přichází v doprovodu několika opričníků, příslušníků tělesné gardy cara Ivana Hrozného, které předtím požádal, aby mu pomohli při únosu Natalji. Nakonec se ale rozhoduje od tohoto násilného plánu upustit. Sám však chce hned zítra vstoupit mezi opričníky. Láka ho, že mohou beztresně páchat násilnosti a Andrej ví, že by se pak mohl snadněji pomstít knížeti Žemčužnému za to, že připravil o majetek a vyhnal z domova celou jeho rodinu. Spěchá proto ke své matce, vdově Morozové, aby získal její svolení ke vstupu mezi opričníky. Pak se znovu objevuje Natalja, smutná z toho, že Andrej stále nepřichází.
2. dějství: Ve svém nuzném domově naříká vdova Morozova nad smrtí svého muže, z níž viní knížete Žemčužného. Žádá syna, aby nezapomněl na pomstu na knížeti. Zároveň ho však varuje před zloduchem Basmanocvem, který je carův oblíbenec. Tuší, že Basmanov láká jejího syna, aby se stal také opričníkem a naléhá na syna, aby to nedělal. Andrej matce vysvětluje, že jeho záměrem je se pomstít knížeti což by mu příslušnost k opričnikům mohla zajistit.
Proměna: Opričníci přicházejí od bohoslužeb na hostinu a jsou překvapeni informací, že jejich řady má rozšířit nový člen. Skutečnost, že to má být Andrej, velmi pobouří jednoho z opričníků, knížete Vjazminského. Andrej je totiž synem zapřisáhlého nepřítele Vjazminského, který přísahal, že se mu pomstí. Na radu Basmanova sice Vjazminskij potlačuje své výhrady vůči Andrejovu přijetí, ale svou nenávist jen skrývá. Andrej poté absolvuje obřad přijímání. Zaváhá však, když má přísahat, že se navždy zříká svých dosavadních přátel i rodiny, matky i nevěsty. Po připomínce Basmanova, aby nezapomínal na svoji pomstu, nakonec tuto přísahu nakonec přece jen složí.
3. dějství: Na moskevském náměstí naříká lid nad násilným chováním opričníků. Na scéně se objevuje i vdova Morozova. Přibíhá k ní Natalja, která ji žádá o pomoc proti otci. Utekla z domova z hrůzy před sňatkem, ke kterému ji otec nutí. Morozova dívku napomíná, aby se nevzpouzela otcově vůli. Objevuje se kníže Žemčužnyj a hrubě odmítá dívčiny prosby, aby ji dál za ženu Andreji. Morozova mu připomíná, jakého násilí se dopustit vůči jejímu muži a žádá jej, aby v něm nepokračoval vůči jejímu synu. Kníže to odmítá a chce Natalju odvléci. Na scénu vbíhají opričníci a mezi nimi je i Andrej. Když Morozova vidí, že Andrej vstoupil mezi opričniky, proklíná jej. Andrej, který je hluboce zasažen matčiným odsudkem, přijímá radu Basmanova, aby uvedl matku i Natalju k caru a vyprosit si zrušení své přísahy.
4. dějství: V carské síni se shromáždili hosté k svatbě Andreje s Nataljou. Car zprostil Andreje přísahy a od půlnoci prý bude volný. Natalja je ale neklidná a stále se obává neštěstí. A neobává se vůbec marně. Od cara přichází Basmanov a varuje Andreje, že až do půlnoci je vázán svou přísahou. Andrej je stále v klidu a to i poté, co se objevuje Vjazminskij a přináší rozkaz cara, že si přeje poznat jeho krásnou Natalju. Andrej se cítí být přáním cara poctěn. Když se však chystá vejít s Nataljou k carovi, Vjazminsky jej zadrží. Car prý rozkázal, aby Natalja k němu přišla sama. Andrej to v tu chvíli vnímá tak, že tu jde o jeho čest i o čest Natalji, bouří se proti rozkazu, proti opričníkům i proti carovi. Vjazminskij dokonává svou pomstu. V momentu kdy opričníci odvlékají Natalju, sděluje Andreji, že je pro vzpouru a porušení přísahy odsouzen k smrti. Dá přivést i Andrejovu matku a přikazuje jí, aby přihlížela synově popravě. Opera končí velkým chvalozpěvem opričníků na carovu "milostivost".